# 福島県道208号福島空港西線
福島県道208号福島空港西線（ふくしまけんどう208ごう ふくしまくうこうにしせん）は、福島県石川郡玉川村にある一般県道である。

## 路線概要
- 起点：石川郡玉川村北須釜字はばき田（福島空港ターミナルビル前）
- 終点：石川郡玉川村竜崎字四斗蒔
- 総延長：3.522 km[1]
  - 実延長：3.238 km
- 路線認定年月日：1996年3月31日[2]

### 重用路線
- 福島県道63号古殿須賀川線（起点～北須釜字はばき田）

### 道路施設
福島空港地下道
- 全長：472.0 m
- 幅員：6.5（11.25） m
- 有効高：4.7 m
- 施工：三柏・星野建設共同企業体、田村建設共同企業体、城野・水谷建設共同企業体、大建設共同企業体（第1期）　水谷工業（第2期）
- 竣工：1990年

玉川村須釜から小高に至る。福島空港建設事務所により空港整備事業の一環で1989年度から玉川村道1-10号として建設された。総工費は13億4700万円。2連1層のボックスカルバートの上に盛土がなされ、滑走路が整備されている。

## 通過する自治体
- 石川郡玉川村

## 接続・交差する道路
- 福島県道63号古殿須賀川線 須賀川方面（北須釜字はばき田 起点）
- 福島県道63号古殿須賀川線 古殿方面（北須釜字はばき田）
- 福島県道141号玉川田村線（岩法寺字湯神前）
- 国道118号（竜崎字四斗蒔 終点）

## 沿線
- 福島空港
  - 福島空港公園
- JA全農福島県南広域物流センター
- ボートピア玉川
- 道の駅たまかわ